# سیارک ۲۲۹۱
سیارک ۲۲۹۱ (به انگلیسی: 2291 Kevo، نامگذاری:1941FS) دو هزار و دویست و نود و یکمین سیارک کشف شده‌است که در ۱۹ مارس ۱۹۴۱ کشف شد.
قدر مطلق سیارک برابر ۱۰٫۸۰ است.